# Paphiopedilum mastersianum
Paphiopedilum mastersianum é uma espécie de orquídea terrestre, família Orchidaceae, que habita as Pequenas Ilhas da Sonda e Ilhas Molucas.